# Alex Buzo
Alex Buzo (* 23. Juli 1944 in Sydney; † 16. August 2006 ebenda) war ein australischer Dramatiker und Autor.

## Leben
Buzo wurde am 23. Juli 1944 in Sydney geboren. Er besuchte die Armidale School in Armidale, New South Wales und die Internationale Schule in Genf, bevor er an der University of New South Wales studierte.

### Karriere in den 1960ern und 1970ern
Sein erstes Stück, Norm and Ahmed, ist zugleich auch sein bedeutendstes. Es beschäftigt sich mit Rassismus und Fremdenfeindlichkeit, aber zog vor allem die Aufmerksamkeit auf sich, da mehrere Schauspieler und der Regisseur Graeme Blundell wegen des Gebrauchs von Obszönitäten, in dem Stück, angeklagt wurden. Die Anklage wurde allerdings vom Generalstaatsanwalt aufgehoben.
Buzo wurde zusammen mit David Williamson und Jack Hibberd eine der führenden Kräfte bei der Renaissance des australischen Theaters in den 1970ern. Weitere andere bekannte Stücke von Buzo sind: Rooted (1969), Macquarie: a Play (1971) und Coralie Lansdowne Says No (1974). Ferner arbeitete er seit den 1970er Jahren auch für das Fernsehen.

### Spätere Karriere
Später schrieb Buzo Bücher wie Tautology, Real Men Don't Eat Quiche: Adapted for the Australian Male und A Dictionary Of The Almost Obvious und 1999 das Buch Normie and Tuan, welches die Probleme der australischen Identität nach dem Fall von Pauline Hanson beschreibt.
Alex Buzo starb am 16. August 2006 an Lungenkrebs. Er wurde 62 Jahre alt.